# Papilio polyctor
Espèce
Papilio polyctor ou Paon indien est une espèce de lépidoptères (papillons) originaire d'Asie du Sud et du Sud-Est, appartenant à la famille des Papilionidae. 

## Description

### Papillon
Les sexes sont presque identiques, et la différence est faible entre les générations de saison sèche et de saison humide.
Le dessus est noir terne densément saupoudré d'écailles vert doré.
L'aile antérieure comporte une large bande postdiscale vert doré qui varie en longueur, mais sur tous les spécimens elle est plus ou moins diffuse et s'estompe vers la côte ; dans les spécimens des générations de saison humide, cette bande est légèrement plus large que dans ceux de la saison sèche, et elle est également plus large chez la femelle que chez le mâle.
Sur l'aile postérieure, le semis d'écailles vert doré est moins dense, virant au bleu sur les parties antérieures de l'aile ; une large tache discale supérieure bleu vif, qui s'arrête bien en deçà du termen et dont la marge externe est irrégulière, occupe la base de l'espace internervural 4 et les parties externes des espaces 5, 6 et 7 ; plus bas, cette tache se poursuit dans les espaces 1 à 3 par des taches quadrangulaires diffuses  d'écailles brillantes vert-doré, beaucoup plus petites, qui sont proéminentes dans les formes de saison humide, et plus obscures dans celles de saison sèche. La tache discale elle-même est de taille variable ; sur certains spécimens, il n'en subsiste qu'une trace dans l'espace 4. 
Le tornus comporte une lunule submarginale rouge bordeaux bien visible, traversée vers l'intérieur par une ligne bleue obscure et bordée au-dessus de la lunule, étroitement, par du noir velouté ; il y a généralement des traces d'une lunule similaire dans l'espace 2 ; il y a enfin une série de grandes taches marginales noir velouté qui, sur la queue, forment de larges bordures à son semis vert médian. Les franges sont largement bordées de blanc dans les espaces internervuraux.
Le dessous est brun chocolat, légèrement saupoudré d'écailles jaunâtres, qui sont cependant absentes d'une zone plus ou moins triangulaire au milieu de l'aile antérieure, mais coalescent et forment une bande submarginale très courte mal définie juste au-dessus de l'angle tornal de cette aile.
L'aile postérieure a une série bien visible de lunules submarginales rouge bordeaux traversées chacune vers l'intérieur par une ligne de bleu violacé, suivie de taches noir velouté et de larges lunules marginales blanches. 
Antennes, tête, thorax et abdomen noir brunâtre ; tête, thorax et abdomen finement saupoudrées d'écailles vertes sur le dessus.

### Chenille
Chenille vert terne avec quelques marques jaunâtres, thorax avec une remarquable couverture en forme de bouclier se projetant un peu au-dessus de la tête et marquée de fines lignes noires développées ; 7e au 12e segments avec des lignes latérales jaunâtres pâles placées obliquement.

### Chrysalide
Chrysalide vert pâle avec des marques jaunes et blanches. Fente sur la tête, dos fortement arqué, « côtés aplatis avec une crête acérée et dure qui court longitudinalement autour de tout l'insecte. » (Harford, cité par Moore.)

## Écologie et comportement
Dans le sous-continent indien et l'Himalaya, on rencontre ce papillon depuis les contreforts jusqu'à 2 100 m, entre mars et octobre.  
Il a des formes distinctes pendant les saisons sèche et humide. 
Le papillon fréquente les fleurs de Buddleia. Il est plus frappant en vol, car la profondeur et les nuances de vert et de bleu changent avec l'angle de la lumière sur ses ailes.
Les plantes hôtes larvaires comprennent Xanthoxylon alatum et Limonia acidissima. 

## Distribution géographique
L'aire de répartition de Papilio polyctor s'étend du sous-continent indien et de l'Himalaya à la péninsule indochinoise.
L'espèce est notamment présente en Afghanistan oriental, au Pakistan, au Cachemire, en Inde (du Sikkim à l'Assam), au Népal, au Bhoutan, en Birmanie, en Thaïlande, dans le Nord du Vietnam et au Laos.

## Systématique
L'espèce Papilio polyctor a été décrite pour la première fois en 1836 par l'entomologiste français Jean-Baptiste Alphonse Dechauffour de Boisduval.
Elle a plusieurs sous-espèces :
- Papilio polyctor polyctor Boisduval, 1836 – Nord de l'Inde, vallées de l'Himalaya.
- Papilio polyctor xiei Chou, 1994 – Yunnan.
- Papilio polyctor stockleyi Gabriel, 1936 – Nord de la Thaïlande.
- Papilio polyctor significans Fruhstorfer, 1902 – Sud de la Birmanie.
- Papilio polyctor thrasymedes Fruhstorfer, 1909 – Taïwan.

## Statut
L'espèce est considérée comme courante et n'est pas menacée.